# Cơ số đạn
Cơ số đạn là lượng đạn tiêu chuẩn (phát bắn) được quy định cho một đơn vị vũ khí (súng, pháo, cối, bệ phóng tên lửa...), xe chiến đấu (xe tăng, xe bọc thép...) hay máy bay, tàu thuyền...; được dùng làm đơn vị tính toán cấp phát, bảo đảm đạn cho một nhiệm vụ chiến đấu nhất định.
Cơ số đạn chủ yếu phụ thuộc vào tính năng chiến - kĩ thuật của vũ khí - đạn và khả năng chuyên chở, mang theo của người và phương tiện (khẩu đội, kíp xe...). Cơ số đạn từng loại vũ khí được quy định thống nhất trong toàn quân.
Căn cứ chính để quy định số lượng và thành phần đạn trong Cơ số đạn của một loại vũ khí, xe chiến đấu
- Chức năng, nhiệm vụ và tính năng của vũ khí, xe chiến đấu...
- Dùng vào mục đích: diệt sinh lực, chống tăng, phá lô cốt, đốt cháy kho tàng, bắn máy bay... hoặc tất cả chức năng trọng tâm để có tỉ lệ loại đạn công dụng khác nhau, phù hợp trong một cơ số.
- Tốc độ bắn: vũ khí (cùng cỡ nòng) có tốc độ bắn càng lớn thì số lượng đạn trong một cơ số càng nhiều; cỡ nòng (hoặc cỡ đạn): cỡ càng lớn số lượng đạn trong một cơ số càng ít.
- Về đặc điểm sử dụng: vũ khí trên xe, trên máy bay có số đạn trong một cơ số ít hơn so với vũ khí cùng loại ở trên mặt đất...; vũ khí có nhiệm vụ chủ yếu bắn xe tăng, xe thiết giáp, diệt lô cốt trong Cơ số đạn phải có nhiều đạn xuyên (lõi thép hoặc lõm); các vũ khí bắn mục tiêu diện, tiêu diệt sinh lực địch là chính thì thành phần chủ yếu trong cơ số là đạn nổ phá; thành phần chủ yếu trong cơ số vũ khí bắn máy bay, tàu chiến là đạn xuyên - cháy...